# Den Hirschsprungske Samling

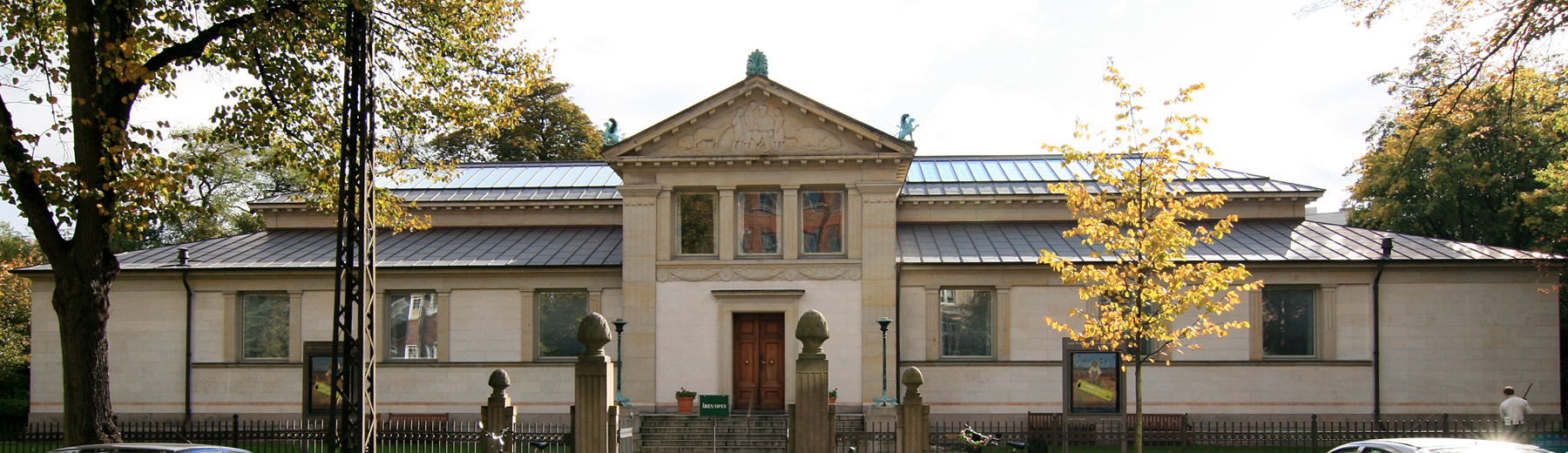
Den Hirschsprungske Samlings framsida mot Stockholmsgade.

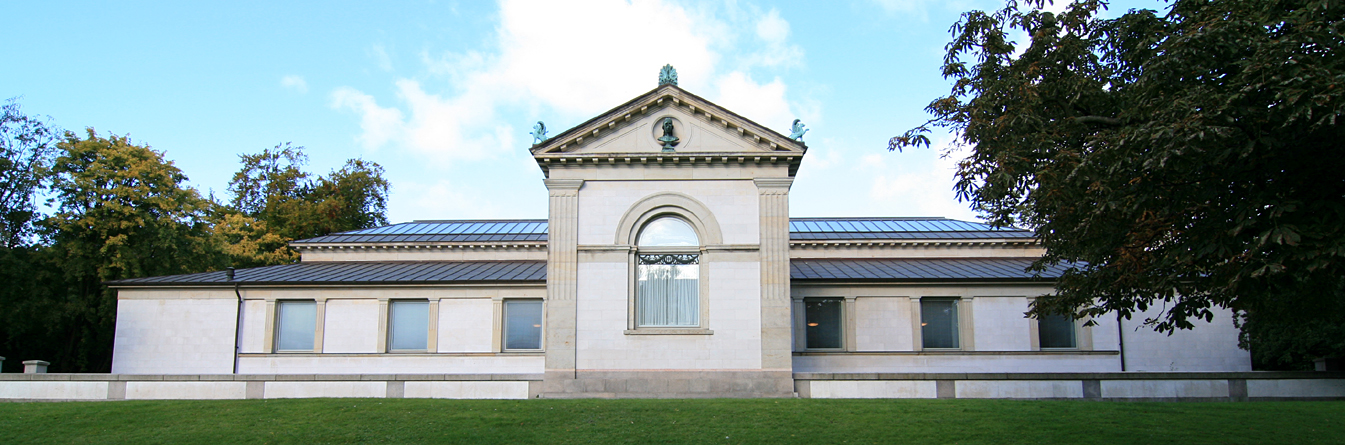
Baksidan mot Østre Anlæg.

P.S. Krøyer, 1899, Sommarafton på Skagen, konstnären och hans hustru.

Den Hirschsprungske Samling är ett danskt konstmuseum i Østre Anlæg i Köpenhamn, som bygger på den konstsamling tobaksfabrikör Heinrich Hirschsprung och hans fru Pauline 1902 donerade till danska staten.
Museibyggnaden uppfördes 1908–1911 efter ritningar av Hermann Baagøe Storck. Samlingarna ordnades av konsthistorikern och Hirschsprungs rådgivare Emil Hannover, som också blev museets förste direktör, och katalogen från 1911 upptog omkring 530 oljemålningar, 1.670 akvareller, pasteller och teckningar, samt omkring 200 skulpturer. Fokus ligger på donatorns konstintresse, i huvudsak dansk 1800-talskonst, men enstaka verk härrör från 1900-talets början, till exempel av Joakim Skovgaard.
Från den danska guldåldern finns verk av bland andra Christoffer Wilhelm Eckersberg, Christen Købke, Wilhelm Bendz, J. Th. Lundbye, Constantin Hansen och Wilhelm Marstrand. Av Skagenmålarna finns verk av Anna Ancher, Michael Ancher och – speciellt – av P.S. Krøyer. Av Fynboerne finns verk av Kristian Zahrtmann.
Utöver konstverken finns det även möbler som tillhört konstnärerna. År 1995 förklarades museet som byggnadsminne.

## Bildgalleri

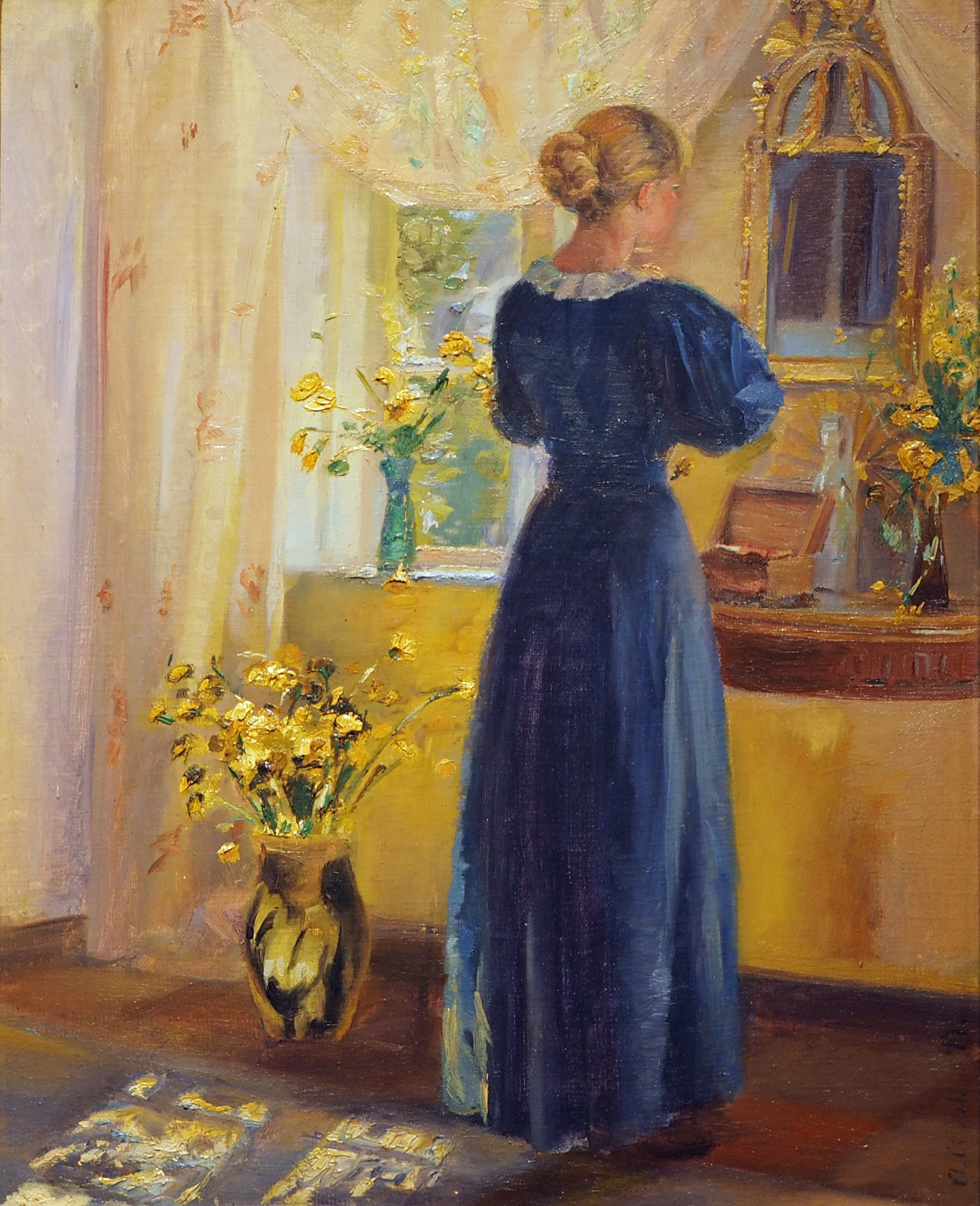
Anna Ancher Interiør med ung pige foran et spejl 1899
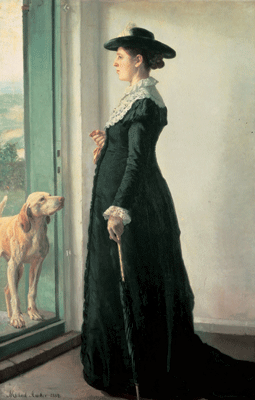
Michael Ancher Portræt af min hustru 1884
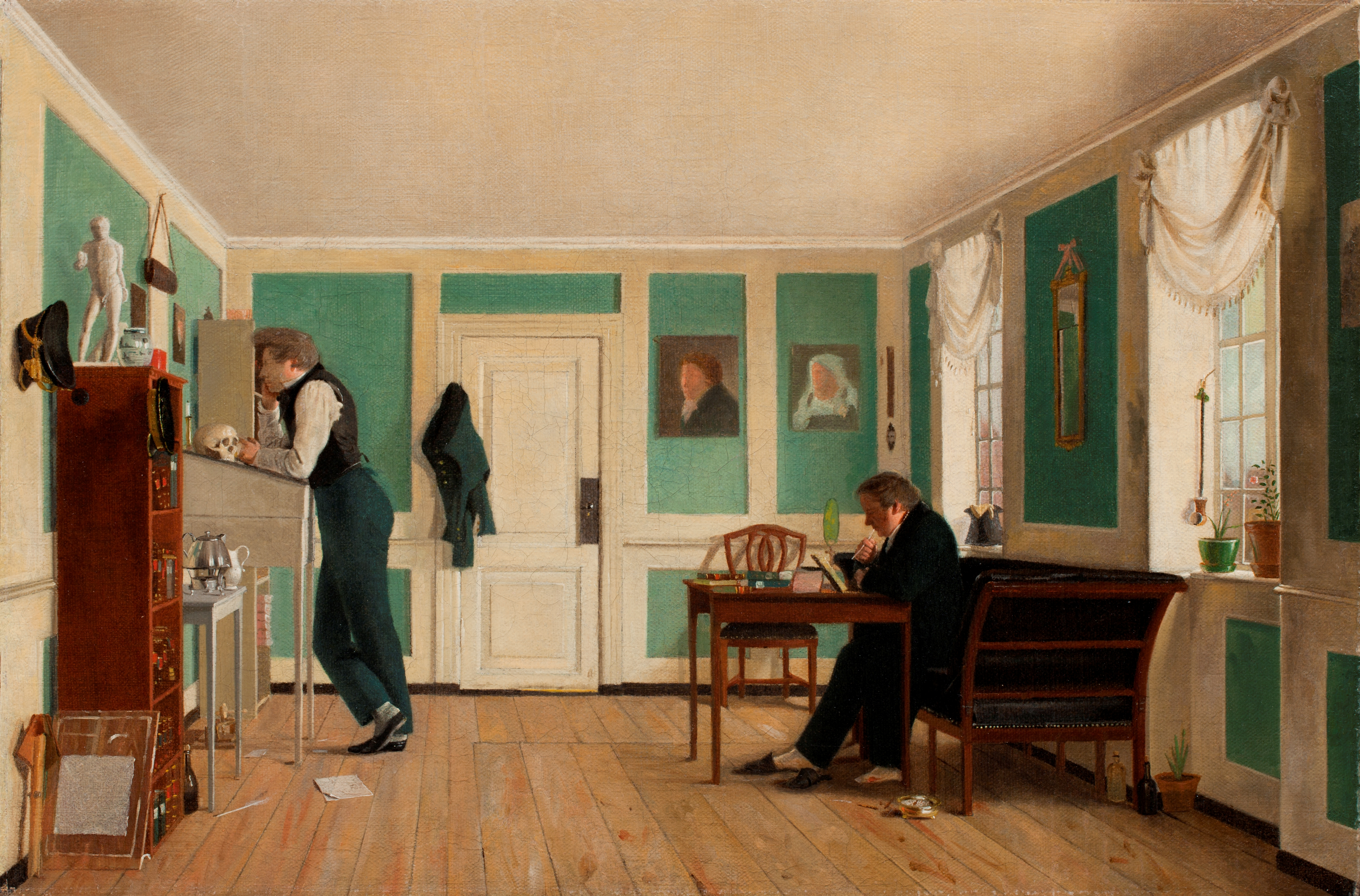
Wilhelm Bendz Interiør fra Amaliegade med kunstnerens brødre c:a 1829
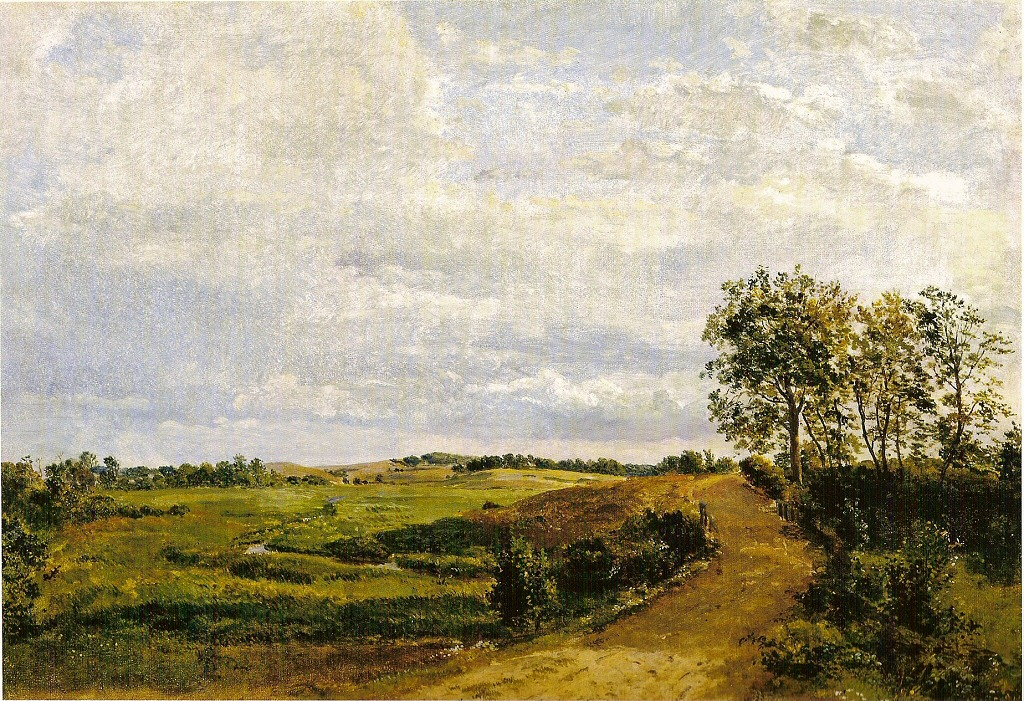
Dankvart Dreyer Vej over bakker c:a 1842
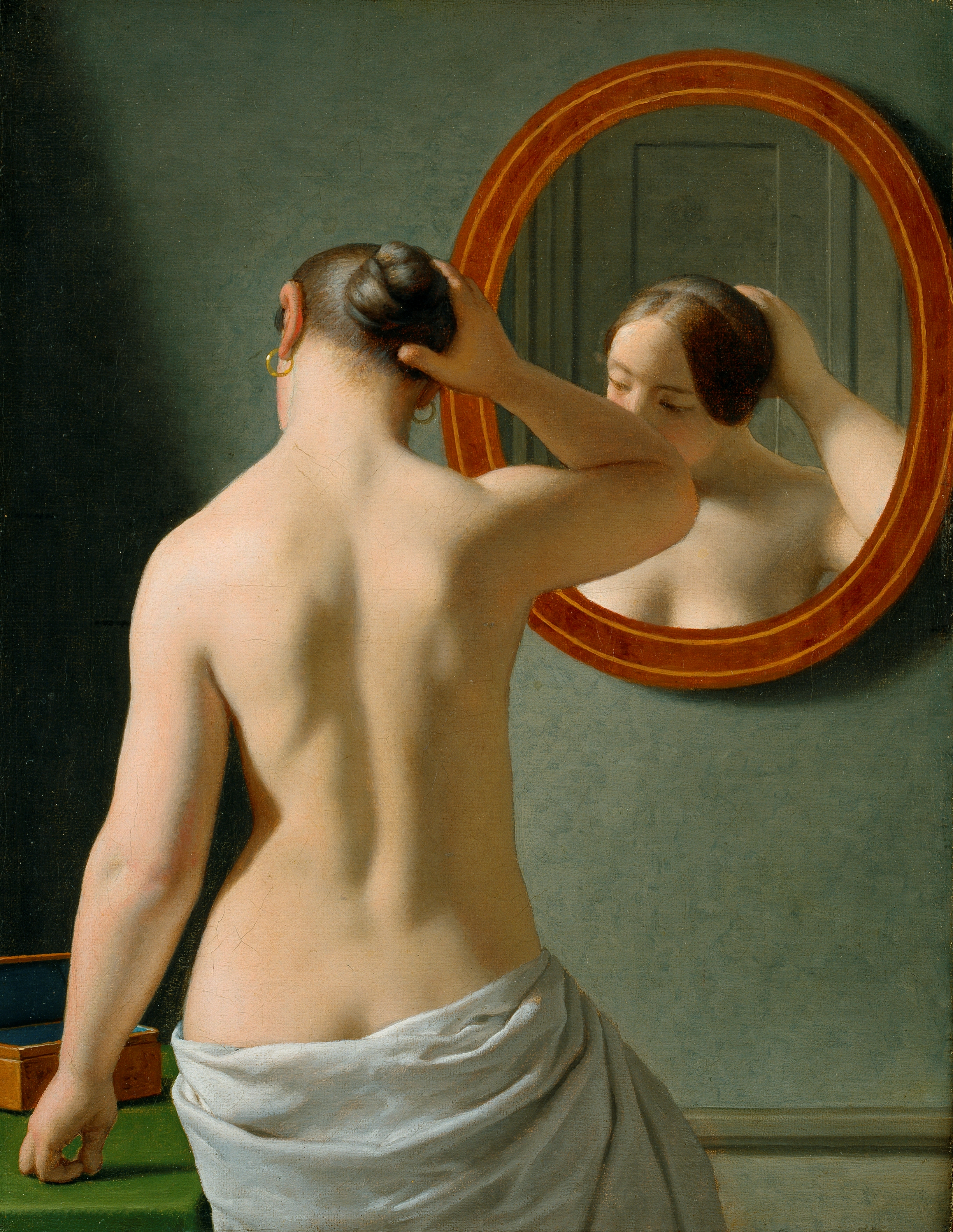
C.W. Eckersberg En naken kvinna ordnar sitt hår framför en spegel c:a 1837
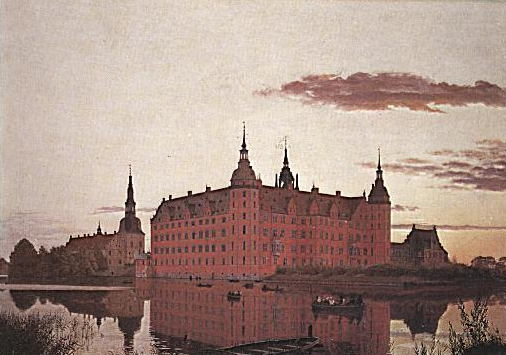
Christen Købke Frederiksborg Slot 1835
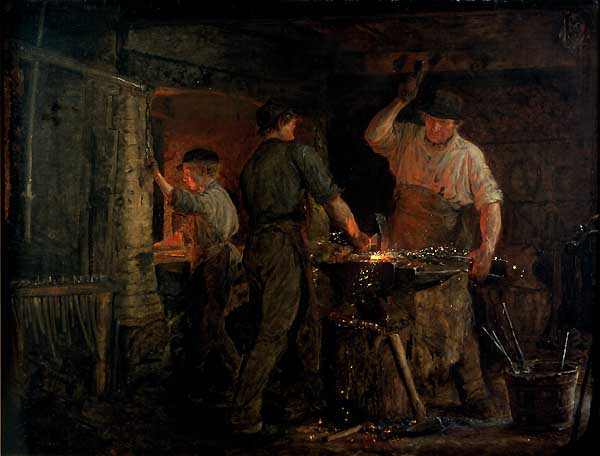
P.S. Krøyer Smedjen i Hornbæk 1875
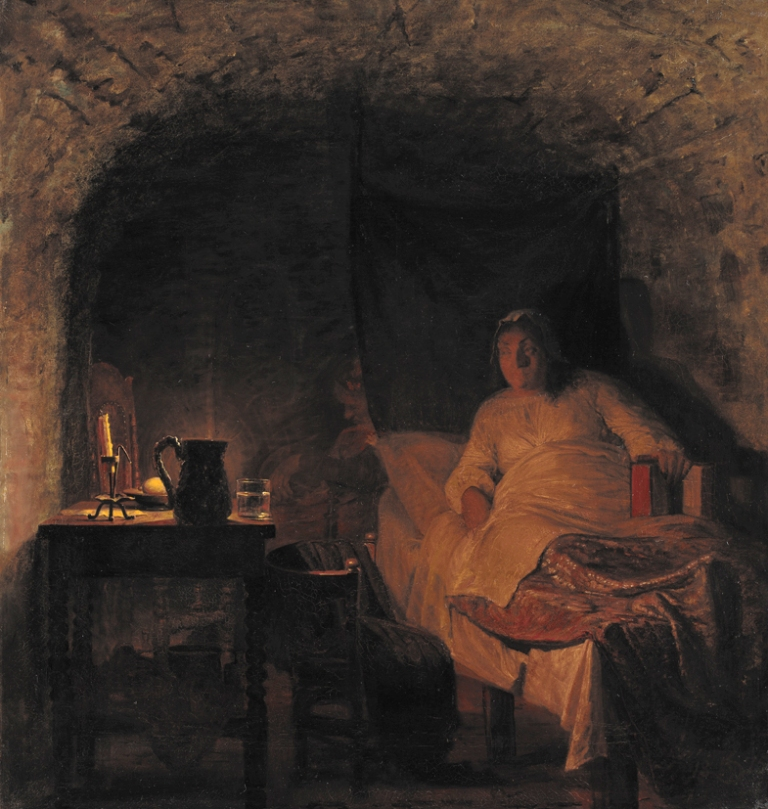
Kristian Zahrtmann Leonora Christina i fængsel 1875